# 셀비

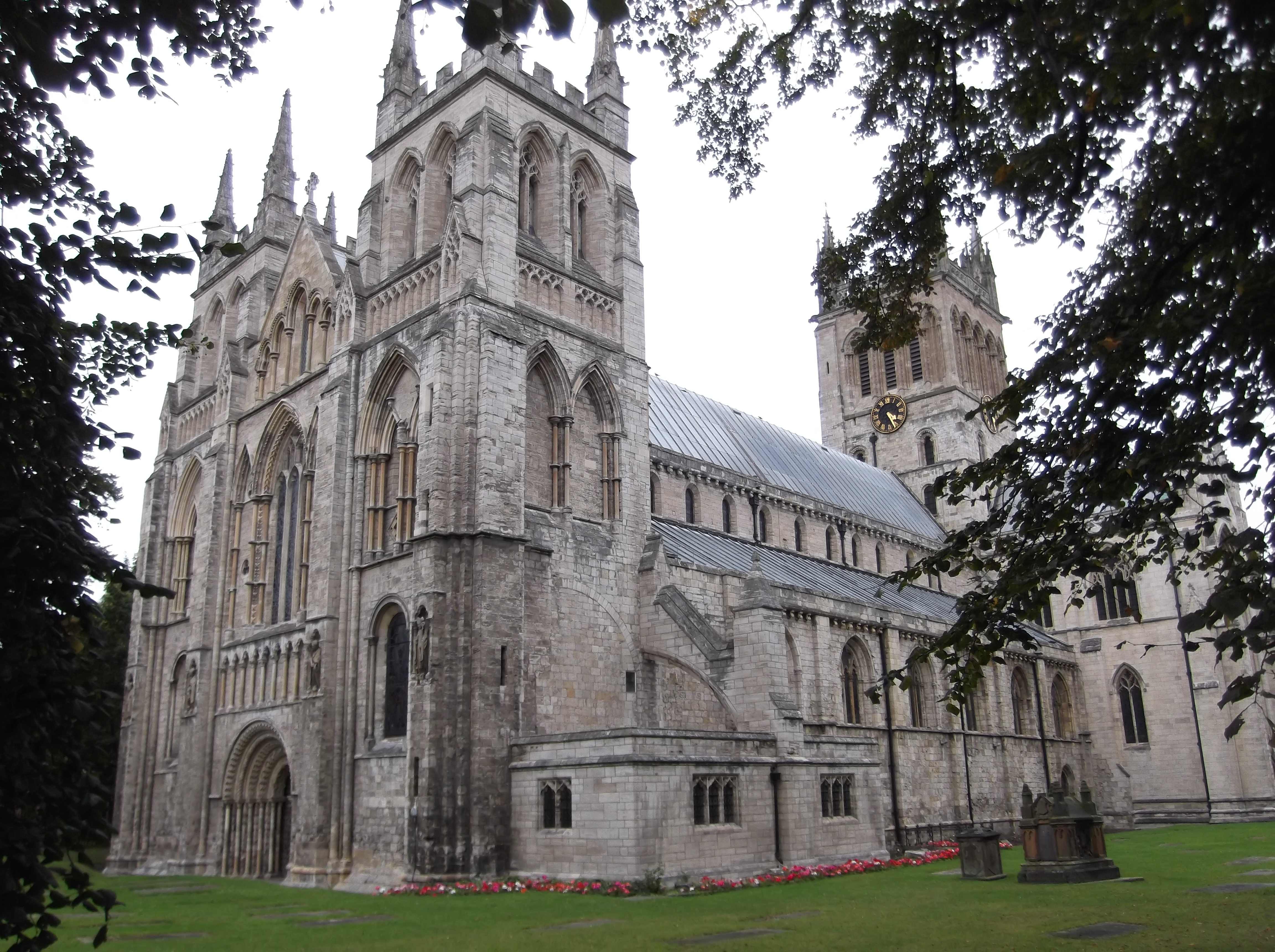
셀비 수도원

셀비(영어: Selby)는 잉글랜드 노스요크셔주에 위치한 도시로 인구는 14,731명(2011년 기준)이다. 요크에서 남쪽으로 22.5km 정도 떨어진 곳에 위치하며 우즈강과 접한다.